# Ficción (género televisivo)
La ficción es el género televisivo en el que se presentan historia que son una simulación de la realidad. Dentro de los campos que no trabajan la información es el género al que se dedica más tiempo. Es un género clave en términos de programación ya que algunos de sus productos ocupan horarios prime time. Un tercio del total de la emisión en España es ficción.

## Subgéneros de ficción
- Largometraje: productos diseñados para las salas de cine que se adaptan al medio televisivo, ya que permiten diversificar y ampliar la cadena de amortización. La mayor parte de los largometrajes proceden de Hollywood, que ya cuenta con su propia etiqueta de calidad. Son un elemento clave en términos de programación, ya que se adaptan muy bien a horarios prime time laboral y sesiones dobles en festivos. En ocasiones, con los largometrajes de más duración la audiencia acaba perdiéndose porque la duración del largometraje más los anuncios publicitarios es excesiva. Es un subgénero caro pero rentable.

Ejemplos: Ocho apellidos vascos, La gran familia española, Las brujas de Zugarramurdi.
- Cortometraje: productos de ficción de duración limitada, fuera de los estándares de las salas de proyección y, hasta hace poco, de la televisión. Su poca difusión en los canales de comercialización les hace el medio idóneo para la experimentación de los realizadores. En los últimos años se añaden a programas como debates, reportajes e incluso a algunos largometrajes, como complemento.

Ejemplos: Pipas, El hombre equivocado, Abstenerse agencias.
- Teatro: productos inicialmente creados para los teatros, pero que se adaptan al formato televisivo. En algunos casos se graban in situ pero normalmente se adaptan a los platós de televisión.

Ejemplos: Primera fila, Estudio 1.
Telenovela: producto audiovisual de ficción dramática con un número alto de capítulos (alrededor de 250 para EE. UU. y 150 para Reino Unido), de emisión matinal o de sobremesa y con argumentos muy emocionales y de giros inesperados.
Ejemplos: Amar es para siempre, El secreto de Puente Viejo.
- Sitcom: producto audiovisual de ficción que, aunque no presenta continuidad argumental, sí la tiene en cuanto al marco temporal en que se desarrollan los episodios y el número y características de los personajes. Presentan duraciones cercanas a los 25 minutos (30 con la publicidad). La trama se articula a través de personajes de personalidades muy contrapuestas acompañados por secundarios de apariciones más esporádicas. Cuentan con humor y situaciones chocantes, dirigidas a un público amplio y heterogéneo y con diálogos muy trabajados, cortos e incisivos plagados de gags. Aunque fueron pensadas para el access del prime-time o el bloque horario del mediodía, actualmente muchos canales la programan directamente en el prime-time.

Ejemplos: Dos hombres y medio, The Big Bang Theory.
- Series de gran formato: producto audiovisual de ficción con un número reducido de capítulos, tres o cuatro, con continuidad argumental. Con una duración por capítulo de entre los 60 y 90 minutos, en muchos casos tratan temas de carácter histórico.

Ejemplos: Isabel, Hispania, la leyenda.
- Telefilme: Las TV Movies o Telefilms son productos pensados para ejecutarse y proyectarse en televisión. En la industria audiovisual americana son muy comunes. Muchas de estas TV Movies parten de pilotos de serie que no tenían futuro como tal pero sí adaptándolas a este formato. El tiempo que pasa entre producción y proyección es menor al de los largometrajes, siendo más bajos sus costes de producción. Se adaptan perfectamente a las condiciones de programación en televisión como pueden ser la duración (120 mins con publicidad), los temas  y tratamiento son más apropiados para el prime-time televisivo puesto que se pueden adaptar bien los cortes para introducir publicidad. Los actores de este género no son tan conocidos como en los largometrajes. Usan planos de amplitudes y duraciones que van más acorde con el lenguaje televisivo. Además se adaptan bien a las condiciones de sonoridad del medio. Tienen una temática inspirada en hechos reales o de actualidad, lo que genera gran interés además de cumplir la concepción de televisión-acontecimiento.

Ejemplos: Un burka por amor, Felipe y Letizia, Alakrana.
- Series con continuidad: La serialidad ayuda a lo largo de todo el proceso de producción, desde el guion hasta la comercialización. Las series de ficción contribuyen a la estabilización de las parrillas televisivas. Eso ayuda también a fidelizar la audiencia. El número de capítulos, la continuidad en los personajes y las historias que en ellos se cuentan y la frecuencia de emisión son los elementos que las definen. Las series con continuidad establecen una continuidad en las tramas y subtramas a lo largo de sus capítulos.

Ejemplos: Homeland, El tiempo entre costuras.
- Series sin continuidad: Son aquellas en las que en cada capítulo hay una trama que se inicia y concluye en el mismo. Son también conocidas como episodic series o capítulos autoconclusivos. En este tipo de series tanto los personajes, como la ambientación y el momento histórico son los mismos.

Ejemplos: Los Simpsons, House M.D., CSI: Crime Scene Investigation.
- Miniserie: Las miniseries son productos audiovisuales con una continuidad argumental y menos de seis episodios de entre 60 y 90 minutos que suelen estar basados en hechos reales o de trasfondo dramático. Por lo general, cuentan con una gran calidad, disponen de un presupuesto elevado, acaparan un largo tiempo de producción y el guion e la interpretación están muy cuidados. No crean un hábito de audiencia por lo que recurren a fuertes campañas promocionales para fidelizarla.

Ejemplos: Hijos del Tercer Reich o Niños robados.
- Dibujos animados: Se llama dibujo animado al producto audiovisual de animación que, tradicionalmente, se obtiene dibujando a mano cada uno de los fotogramas que la constituyen, aunque hoy en día también se logra digitalmente.

Al principio eran un subgénero dirigido a los niños que se emitía en el horario posterior a la salida del colegio pero, en la última década, han pasado de la tarde de los canales generalistas a las primeras horas de los días laborables y a toda la mañana de los festivos. También han pasado a ser una parte significativa de los magazines infantiles y, en los canales temáticos para niños, constituyen la materia prima. Con el tiempo han sufrido una evolución sustancial en cuanto a su público objetivo, rompiendo la exclusividad infantil del formato de animación.

Ejemplo: Inazuma Eleven o American Dad!.
- Otros géneros de animación: En lo que se llama otros géneros de animación se incluyen los productos que utilizan a personajes hechos con plastilina o hechos de gomaespuma, siendo Los Lunnis un ejemplo de estos últimos.